# Guapotá (kommun)
Guapotá är en kommun i Colombia.   Den ligger i departementet Santander, i den centrala delen av landet, 210 km norr om huvudstaden Bogotá. Antalet invånare är 2 271. Arean är 66 kvadratkilometer.
Terrängen i Guapotá är kuperad.